# Maalin Nugur
Maalin Nugur (ook: Maalin Nuqur, Maalin Gur, Malin Nugul, Malin Nugal) 

is een gehucht in het district Ceel Buur in de regio Galguduud in centraal Somalië.
Maalin Nugur ligt 351 km ten noordoosten van Mogadishu langs de hoofdweg van Dhusamarreeb naar Ceel Buur (El Bur), 35,5 km ten noorden van Ceel Buur en 63,6 km ten zuiden van Dhusamarreeb. Het aride gebied is relatief dunbevolkt en wordt gebruikt voor nomadische veeteelt. Er staat een zendmast. Het dichtstbijzijnde dorp is Ceel Qoxle (14,6 km).
Uit persberichten valt op te maken dat Maalin Nugur op 25 maart 2014 door de Afrikaanse Vredesmacht AMISOM en het Somalische leger werd bevrijd van de islamitische terreurgroep Al-Shabaab toen de troepen vanuit Dhusamarreeb naar het zuiden oprukten om de districtshoofdstad Ceel Buur (El Bur) te bevrijden. De gevechten maakten deel uit van "Operation Eagle", een gemeenschappelijk offensief van AMISOM en het somalische regeringsleger in het voorjaar van 2014, bedoeld om terrein te heroveren op Al-Shabaab.

## Klimaat
Maalin Nugur heeft een heet en droog steppeklimaat. De gemiddelde jaartemperatuur is 28,1 °C. April is de warmste maand, gemiddeld 30,0 °C; januari is het koelste, gemiddeld 27,0 °C. De jaarlijkse regenval bedraagt ca. 203 mm (ter vergelijking: Nederland ca. 800 mm). Er zijn twee duidelijke droge seizoenen: van december t/m maart en juni t/m september, en twee regenseizoenen, april-mei (de zgn. Gu-regens) en oktober-november (de zgn. Dayr-regens). April, mei en oktober zijn het natst: in die 3 maanden valt 75% van de jaarlijkse neerslag. Overigens kan de neerslag sterk fluctueren van jaar tot jaar.